# Un-Break My Heart
"Un-Break My Heart" is een nummer van de Amerikaanse zangeres Toni Braxton uit 1996.
Het nummer is een ballad over een liefdesverdriet waarin de zangeres haar ex vraagt om terug te keren. Het staat op haar tweede studioalbum, Secrets en is geschreven door Diane Warren en geproduceerd door David Foster. Het werd uitgebracht als de tweede single van het album op 7 oktober 1996 op het LaFace Records platenlabel.
In 1997 won "Un-Break My Heart" de prijs voor 'Best Female Pop Performance' tijdens de 39e editie van de Grammy Awards. Er zijn wereldwijd meer dan 10 miljoen exemplaren van verkocht - waarvan drie miljoen in de Verenigde Staten - waardoor het een van de best verkochte singles aller tijden is.
Het nummer scoorde wereldwijd hoog in de hitlijsten. Het stond elf weken op nummer één in de Billboard Hot 100 en haalde ook de eerste plaats in de Eurochart Hot 100. In de UK Singles Chart, Nederlandse Top 40 en Vlaamse Ultratop 50 kwam het tot een tweede plek. Bij het veertigjarige bestaan van de Billboard Hot 100 werd het nummer aangewezen als meest succesvolle solosingle in die lijst in vier decennia.

## NPO Radio 2 Top 2000
| Nummer met noteringen in de NPO Radio 2 Top 2000 | '99 | '00 | '01 | '02  | '03  | '04  |
| ------------------------------------------------ | --- | --- | --- | ---- | ---- | ---- |
| Un-Break My Heart                                | 593 | 892 | -   | 1448 | 1473 | 1855 |

1. ↑  Een '-' betekent dat het nummer niet was genoteerd en een vetgedrukt getal geeft de hoogste notering aan.
2. ↑  Deze tabel is bijgewerkt tot en met de laatste editie (2024).